# Bristol Brabazon
De Bristol Brabazon was een groot propellervliegtuig dat door de Bristol Aeroplane Company was ontworpen om trans-Atlantische routes tussen het Verenigd Koninkrijk en de Verenigde Staten te vliegen. Het werd vernoemd naar het Brabazon-comité en zijn voorzitter, Lord Brabazon van Tara, die met het voorstel voor een dergelijk vliegtuig was gekomen.
De Bristol Aeroplane Company had voor het uitbreken en tijdens de eerste jaren van de Tweede Wereldoorlog al studies gedaan naar zeer grote vliegtuigen. Door de oorlog lag de nadruk op grote bommenwerpers. In de oorlog was het Brabazon-comité samengesteld met de taak de markt voor civiele vliegtuigen in kaart te brengen wanneer de oorlog ten einde zou zijn. Het comité kwam met diverse voorstellen voor diverse marktsegmenten waaronder een groot civiel passagiersvliegtuig voor grote afstanden. De Bristol Aeroplane Company nam dit laatste voorstel erg serieus en ging verder op basis van het gedane onderzoek naar grote vliegtuigen voor de luchtmacht.
Het Type 167 was het resultaat. Het kreeg een grote romp met een diameter van acht meter, groot genoeg voor twee dekken met passagiers. Er konden maximaal 300 passagiers mee, maar de eerste keuze viel op een veel kleiner aantal passagiers. Zo'n 100 passagiers zouden in luxe worden vervoerd, met een restaurant en filmzaal aan boord. De voortstuwing kwam van acht Bristol Centaurus radiaalmotoren. Deze waren in paren in de vleugels geïnstalleerd, elk paar had een duw- en trekpropeller. Dit was een ingewikkelde constructie en leidde tot vertraging bij de uitvoering.
Op 4 september 1949 was de eerste vlucht met het prototype vanaf het vliegveld bij Filton. Hier werd de hoofdbaan van het vliegveld verlengd om voldoende ruimte te creëren voor de Brabazon. De testpiloot Bill Pegg vloog gedurende 25 minuten boven Bristol. Naast het testprogramma maakte het prototype ook vluchten bij vliegshows zoals op de Farnborough Airshow in 1950 en de Paris Air Show in 1951.
De Brabazon was echter een zeer duur toestel en economisch niet aantrekkelijk voor de luchtvaartmaatschappijen. Orders bleven uit en op 17 juli 1953 werd het Brabazon project geannuleerd vanwege een gebrek aan bestellingen. Het prototype werd, na 164 vluchten en 382 vlieguren, in oktober 1953 voor het schroot gesloopt en hetzelfde lot onderging een tweede prototype die met turboprops zou worden aangedreven. In 1946 was nog besloten een tweede prototype te maken, maar dan met acht Bristol Proteus turbopropmotoren. Hiermee zou het toestel sneller en hoger kunnen vliegen en ook lichter worden. De ontwikkeling van deze motor viel tegen en leverde uiteindelijke niet voldoende vermogen en bleek ook te zwaar.
Na 8 miljoen pond aan ontwikkelingskosten te hebben besteed, leverde het schroot 10.000 pond op. Van beide vliegtuigen is nauwelijks iets bewaard gebleven.